# Арнольд Юрій Карлович
Юрій (Георгій) Карлович Арно́льд (псевдоніми — А. Ю. Гармонін, Меломан; нар. 13 листопада 1811, Санкт-Петербург — пом. 20 серпня 1898, Каракаш) — російський музикознавець, музичний критик, композитор, вокальний педагог.

## Біографія
Народився 1 [13] листопада 1811 року в місті Санкт-Петербурзі (нині Росія) в обрусівшій німецькій сім'ї. Навчався на філологічному факультеті у Дерптському університеті. Навчання не закінчив. Вивчав гармонію у Леопольда Фукса та контрапункт у Йосипа Гунке.
До 1863 року і з початку 1890-х років жив у Санкт-Петербурзі, протягом 1863—1871 років — у Лейпцигу, з 1871 року — у Москві. Помер 8 [20] серпня 1898 року в поселені Каракаші (нині у складі Сімферополя). Похований у Санкт-Петербурзі на Нікольському цвинтарі Олександро-Невської лаври.

## Творчість
У своїх теоретичних працяхвелику увагу приділяв давньоруському церквному і народному співу. Один із перших серед російських дослідників прагнув виявити зв'язок між музичним мистецтвом і суспільним життям. Багато його праць за наявністю цікавих поглядів і гіпотез відрізняються, однак, однобічністю, в них зустрічаються і фактичні помилки.
Яскраві замальовки російського музичного побуту ХІХ століття містять «Спогади» (3 випуски, 1892—1893) і оповідання «Любов вчителя музики» (1833, опубліковане під псевдонімом Карло Карліні, 1836).
Переклав на німецьку мову лібрето опер «Руслан і Людмила» (1843), «Русалка» (1862), «Юдита» і «Орлеанська діва» (1879).
Винайшов «ампліфікатор» (механічний пристрій для фортепіано, що додає звуку співочості). Автор опери «Останній день Помпеї», кількох оперет, кантати «Світлана» (текст Василя Жуковського, 1-ша премія Санкт-Петербурзького філармонічного товариства, 1839), оркестрових увертюр «Борис Годунов» і «Ніч на Івана Купала», багатьох романсів.
Публікувався у музичних журналах, зокрема в «Русском музыкальном вестнике», «Баяне» та інших. Серед публікацій:
- Der Einfluss des Zeitgeistes auf die Entwicklung der Tonkunst, Lpz., 1867;
- Über Schulen für musikalische Kunst, Lpz., 1867;
- Die Tonkunst in Russland bis zur Einführung des abendlöndischen Musik- und Notensystems, Lpz., 1867;
- Betrachtungen ьber die Kunst der Darstellung in Musikdrama, Lpz., 1867;
- Наука о музыке на основании эстетических и физиологических законов, том 1. Гармония, частина 1, випуск 1, переклад з німецької, Москва, 1875;
- Теория древнерусского церковного и народного пения на основании автенических трактатов и акустического анализа, випуск 1, Москва, 1880;
- Гармонизация древнерусского церковного пения по эллинской и византийской теории и акустическому анализу, Москва, 1886;
- Воспоминания, випуск 1-3, Санкт-Петербург, 1892—1893;
- Die alten Kirchenmelodien, historisch und akustisch entwickelt, Lpz., [1898];
- Теория постановки голоса по методу старой итальянской школы и применение теории к практическому обучению красивому образованию певческих звуков, випуск 1-3, Санкт-Петербург, 1897—1898, 2, випуск 1, Санкт-Петербург, 1913.

Писав рецензії на виступи Семена Гулака-Артемовського, О. П. Петрова та інших.